# Lydella ripae
Lydella ripae là một loài ruồi trong họ Tachinidae.